# Hélène Montardre
Hélène Montardre est une femme de lettres française née le 12 novembre 1954 à Montreuil. Elle a obtenu un doctorat en anglais. Les principaux thèmes qu'elle aborde dans ses romans sont les animaux et la mythologie grecque.
Elle était la fille de l'écrivain Georges Montforez.

## Biographie
Née en novembre 1954 à Montreuil. Hélène Montardre est diplômée d'un doctorat d'anglais de l'Université de Clermont-Ferrand. 
Après ses études, elle exerce différents métiers (enseignante, guide culturel en Italie et en Grèce, directrice éditoriale). En parallèle, elle voyage beaucoup en Europe, en Afrique, en Amérique du Nord.
Sa passion pour la littérature de jeunesse l'incite à reprendre ses études et à soutenir en 1999 une thèse sous la direction de Jean Perrot à l'université de Paris 13 : L'image des personnages féminins dans la littérature de jeunesse française contemporaine de 1975 à 1995.
Hélène Montardre a déjà publié une vingtaine de livres pour la jeunesse : albums, contes, documentaires, romans. On y retrouve souvent les thèmes des animaux, de l'Histoire, de la mythologie.

## Quelques récompenses
- Prix Goya découverte 2015[6] pour Courir avec des ailes de géants
- Prix des moins de 25 ans 1974 pour Les Garçons sous la lande

## Œuvres
- Pégase, le cheval des dieux, Nathan, 2019[7]
- Marche à l'étoile, Rageot, 448 p.[8]
- Courir avec des ailes de géants, édition Rageot, 2014  — Prix Goya découverte 2015[6]
- Alexandre le grand, Jusqu'au bout du monde, édition Nathan, août 2013
- Pégase l'indomptable, Nathan, janvier 2013  (ISBN 2092538055)
- Les Volcans racontés aux enfants , La Martiniere, juin 2012  (ISBN 2732451223)
- Sur la piste des marseillais , Sedrap Jeunesse, mars 2012  (ISBN 2364200164)
- L'Enlèvement de Perséphone, Nathan, février 2012  (ISBN 978-2-09-253803-6)
- Achille, le guerrier, Nathan, février 2012  (ISBN 978-2-09-253802-9)
- Oceania, Tome 4 : Le murmure des étoiles, Rageot - juin 2011  (ISBN 2700238990)
- Le Premier Matin, Grund, septembre 2011  (ISBN 2700031792)
- Ulysse et le cyclope, Nathan, août 2011  (ISBN 978-2-09-253524-0)
- Le Labyrinthe de Dédale, Nathan, août 2011  (ISBN 978-2-09-253523-3)
- Ulysse, l'aventurier des mers, Nathan, avril 2011  (ISBN 978-2-09-253218-8)
- Les Douze Travaux d'Hercule, Nathan, février 2011  (ISBN 978-2-09-253087-0)
- Jason et la Toison d'or, Nathan, février 2011  (ISBN 978-2-09-253089-4)
- 200 chevaux et poneys , Gallimard jeunesse, novembre 2010  (ISBN 2070634183)
- Les Chevaliers , Auzou Philippe Eds, octobre 2010  (ISBN 2733814001)
- Mon premier livre d'histoires à grandir , Auzou Philippe Eds, octobre 2010  (ISBN 2733814699)
- Jack et le haricot magique, Rageot, septembre 2010  (ISBN 2700237358)
- Thésée contre le Minotaure, Nathan, avril 2010  (ISBN 978-2-09-202317-4)
- Persée et la Gorgone, Nathan, avril 2010  (ISBN 978-2-09-202318-1)
- Dans le ventre du cheval de Troie, Nathan, avril 2010  (ISBN 978-2-09-202316-7)
- Océania : Tétralogie (La Prophétie des oiseaux, Horizon blanc, Sur les ailes du vent, Le murmure des étoiles), Rageot, 2010
- Rom, Roman, Romane, Rageot, 2010  (ISBN 978-2-09-253218-8)
- Les Dinosaures , Mango, octobre 2009  (ISBN 2740425651)
- Les chevaux n'ont pas d'ombre, Rageot, 2009
- Oceania, Tome 3 : Sur les Ailes du Vent, Rageot, mars 2008  (ISBN 2700232747)
- Zeus à la conquête de l'Olympe, Nathan, septembre 2008  (ISBN 978-2-09-252065-9)
- Les Petits d'animaux du froid, Mango jeunesse, 2008  (ISBN 978-2-7404-2363-9)
- Maman-la-panique, illustrations de Gilles Frély, Milan, 2008  (ISBN 978-2-7459-3101-6)
- Amies sans frontières, illustrations de Nicolas Delort, Rageot, 2008  (ISBN 978-2-7002-3386-5)
- Oceania, Tome 2 : Horizon Blanc, Rageot - septembre 2007  (ISBN 9782700232721)
- Mille ans de frissons, textes choisis et commentés par Hélène Montardre, illustrations de Olivier Balez, Gwen Keraval, Anaïs Massini... [et al.], Toulouse, Milan jeunesse, 2007  (ISBN 978-2-7459-2559-6)
- Un chien contre les loups, illustrations d'Erwan Fages, Hatier, 2007   (ISBN 978-2-218-92661-7)
- Persée et le regard de pierre, dossier Marie-Thérèse Davidson, illustrations Élène Usdin, Nathan, 2007    (ISBN 978-2-09-251584-6)
- Oceania, Tome 1 : La Prophétie des oiseaux, Rageot - 2006
- L'Agenda, illustrations de Sophie Ledesma, Rageot, 2006    (ISBN 2-7002-3220-8)
- La Nuit du rendez-vous, Magnard, 2005  (ISBN 9782210625044)
- Terminus grand large, Pocket Jeunesse, 2003  (ISBN 2-266-13082-X)
- La dormeuse du Val, illustration de Thierry Christmann, Milan, collection Zanzibar, 1995  (ISBN 2-84-113-307-9)
- Mystérieuse nuit à Athènes , illustrations de Mireille Vautier, Syros, 1992
- Au pied du mur, Milan poche junior, 1993  (ISBN 2-84113-951-4)
- Les yeux du lac, Alsatia, Signe de Piste, NSDP 26, 1976
- Les Garçons sous la lande, Alsatia, Safari-Signe de Piste, SSDP 74, 1974